# Чинча (культура)
Культура Чинча, или Ика-Чинча существовала на территории современных перуанских провинций Чинча, Писко, Ика и Наска, а её центр располагался в долине Чинча. Была присоединена к Империи Инков в годы правления Пачакутека Инки Юпанки, окончательно включена в состав Инкского государства при правлении Тупак Юпанки около 1476 г.
Чинча сохраняла свою важность и при господстве инков. Более того, считается, что лишь владыка чинча имел право участвовать в той же церемонии, что и Великий Инка. Население делилось на знать, жрецов и простой народ, который состоял из торговцев, ремесленников, рыбаков и крестьян.

## Происхождение
По сведениям, записанным хронистом Сьеса де Леон, выходит, что: «Желая узнать о происхождении этих индейцев Чинча, и откуда они пришли населить эту долину, они говорят, что многие из них вышли в древности под знаменами их собственного смелого капитана, он был большим приверженцем своих верований и что благодаря своей небывалой ловкости он смог добраться со всем своим народом в эту долину Чинча, где они обнаружили много людей и столь малых ростом, что большинство имело немногим более двух локтей, и проявляя решительность, а эти малодушные и боязливые местные жители, были захвачены в плен и они завоевали их владение. Ещё утверждали, что все оставшиеся местные жители были истреблены, деды отцов ныне живущих видели в некоторых погребениях их кости, и они были столь малы, как было об этом сказано. Так эти индейцы став правителями долины, столь приятной и обильной, говорят, восстановили их селения».
«Они утверждают, что стали они такими могущественными и многочисленными, что большинство соседних долин предпочитало быть с ними в дружбе и сотрудничестве, к своей чести и выгоде. Видя своё могущество, в то время, когда первые Инки намеревались основать город Куско, они решили выйти с оружием ограбить горные провинции. И потому говорят, что они воспользовались этим, нанесли большой урон племенам сорас и луканас (los soras y lucanas) и добрались до крупной провинции Кольяо. Где добились успешных побед и набрав много добычи, они вернулись в свою долину, где они и их потомки находились, проводя время в блаженстве со множеством женщин, соблюдая обычаи и традиции как и остальных. И столько было людей в этой долине, о чём говорят многие испанцы, что когда маркиз с ними завоевал это королевство, тут было более 25 тысяч человек. Сейчас, я полагаю, здесь не наберётся и целых 5 тысяч, из-за стольких сражений и страданий, с ними случившихся. Владение их всегда было в безопасности и процветании, пока доблестный Инка Юпанке не расширил своё владычество настолько, что одолел большую часть этого королевства. Желая овладеть правителями Чинча, он послал своего капитана, из своего рода, называемого Капак Инка Юпанке, который с многочисленным войском орехонов и других людей прибыл в Чинчу, где произошло несколько столкновений с местными жителями. Но не подчинив их окончательно, он проследовал дальше. Во времена Топы Инки Юпанки, отца Вайна Капака, уже не говорили, что они должны наконец остаться их подданными. И с того времени они приняли законы правителей Инков, управляя селениями долины через них, они построили большие и роскошные постоялые дворы для королей, множество складов, куда клали продовольствие и военное снаряжение. И установлено, что Инки не лишили касиков и знати их власти (владений), а поставили своего представителя или министра двора в долине, постановили, чтобы поклонялись солнцу, считавшегося у них богом. И потому в этой долине был сооружён храм Солнца. Там разместили множество девственниц, взятых из других мест королевства, и служителей храма, для организации своих праздников и совершения жертвоприношений. Но невзирая на то, что этот храм Солнца стал основным, жители Чинчи не переставали поклоняться также своему древнему храму Чинчайкама. Также у королей Инков в этой крупной долине были свои Митимайи, и они приказали, чтобы несколько месяцев в году правители [Чинчи] проживали при дворе Куско. А во времена войн, учинённых при Уайна Капаке, нашёлся среди многих, правитель Чинчи, поныне живой, человек очень умный и мирный, как для индейца».

## Архитектура
Чинча, как и другие культуры побережья Перу, строили глинобитные здания. Большая часть сооружений данной культуры обнаружена в долинах Чинча, Тамбо-де-Мора, Луринчинча и Сан-Педро, где находились административно-церемониальные центры.
В одном из утёсов существовал определённый оракул, и все считали то место священным, называемым Чинчай Камай. Ему всегда приносили жертвы, и «дьявол говорил с самыми старыми, стараясь ввести их в заблуждение, как и всех остальных».
Одним из наиболее известных сооружений данной культуры является «Сторожевая башня» в районе Чинча-Баха. Её площадь составляет 400000 м². На данной территории находились жилые сооружения, пирамидальные храмы, огороженные дворы, дороги и др.

## Хозяйство
Экономика основывалась на сельском хозяйстве, рыболовстве, а также в значительной мере на торговле.
Чинча построили систему дорог, которая располагалась по всей долине Чинча и доходила до её границ. Однако ещё более важную роль, чем сухопутные дороги, играли морские торговые пути, поскольку их навигационные технологии (заимствованные позднее инками) позволяли им достигать удалённых пунктов на севере и юге. Известно, что они достигали Центральной Америки, поскольку одним из ключевых предметов экспорта были раковины spondylus, происходящие из Эквадора и Перу, однако обнаруженные также в раскопках Центральной Америки.
Их коммерция была настолько хорошо развита, что им удалось распространить своё влияние по всей территории Инкского государства ещё до того, как оно превратилось в империю. Некоторые историки считают, что язык кечуа происходил от культуры чинча, которые распространили его по всем Андам и побережью Перу и Эквадора. Тем не менее, против данной гипотезы говорит то, что язык происходил из центральных областей современного Перу и широко использовался в торговле; по-видимому, его усвоили и чинча, распространив на другие территории своей торговой сети. Возможно также, что чинча говорили на другом диалекте кечуа: инки использовали южный диалект кечуа II, в то время как на бывшей территории чинча распространены кечуа I и юнкай (центральный диалект кечуа II).
Культуре чинча принадлежит заслуга создания «торгового треугольника» между плато Кольяо, центральным побережьем Перу и севером Эквадора. По морю чинча торговали от Куско до Плоскогорья. Наибольшим спросом пользовались вяленое мясо (чарки), шерсть и некоторые металлы.